# Кико Лурейро
Педро Енрике „Кико“ Лурейро (на португалски: Pedro Henrique „Kiko“ Loureiro, роден на 16 юни 1972 г.) е бразилски хевиметъл китарист, известен най-вече като член на хевиметъл групите „Ангра“ и „Мегадет“.

## Кариера
Лурейро започва да учи музика и да свири на акустична китара на 11 години. Учи с двама известни бразилски музиканти: Педро Буено и Моцарт Мело. Вдъхновен от различни изпълнители, главно Еди Ван Хейлън, Джими Пейдж, Джими Хендрикс и Ранди Роудс, той преминава на електрическата китара 13-годишен, а 16-годишен вече се присъединява към две групи, Legalize (с Еду Мело – вокал, Денис Белик – бас и Аля – барабани) и A Chave, и свири в нощни клубове в Сао Пауло. На 19 години той е съосновател на бразилската пауър метъл група Ангра.
Поради нарастването на популярността на пауър метъла, Лурейро става доста успешен и като член на Ангра, така и като солов изпълнител.
В допълнение към своите рок/метъл постижения, Лурейро е свирил и китари на няколко евробийт песни в сътрудничество с Дейв Роджърс, включително „Fevernova“, „Ring of Fire“ и „The Road is Fire“.
На 2 април 2015 г. Кико Лурейро се присъединява към американската траш метъл група Мегадет, заменяйки Крис Бродерик.
На 12 февруари 2017 г. Лурейро, заедно с Дейв Мъстейн, Дейвид Елефсън и Крис Адлер, печелят наградата „Грами“ за най-добро метъл изпълнение за песента „Дистопия“ на Мегадет на 59-ите награди „Грами“.

## Музикален стил
Лурейро е известен с огромните си китарни умения, които често включват техники като „тапинг“ с две ръце, „суийп пикинг“, „алтернатив пикинг“, „хибрид пикинг“, изкуствени и естествени флажолети и комбиниране на легато и стакато в едни и същи фрази. Той е добре известен както с демонстрационните си видеоклипове, така и със статиите си в различни китарни списания.
Въпреки че свири на китара с постановка на десничар, Лурейро е левичар по природа. Като такъв, по време на разсвирване той се фокусира повече върху техниките на дясната ръка.

## Личен живот
Лурейро говори френски, испански, немски, финландски и английски език в допълнение към родния си португалски.
Лурейро е женен за финландската пианистка и клавиристка Мария Илмониеми от 2011 г. Двамата се запознават по време на турнето на Лурейро с Таря Турунен през 2008 г. Първата им дъщеря Ливия е родена на 29 септември 2011 г., а на 21 ноември 2016 г. са родени близнаците Данте и Стела.

## Дискография

### Соло
- Без гравитация (2005)
- Universo Inverso (2006)
- Fullblast (2009)
- Sounds of Innocence (2012)
- Open Source (2020)

Видео урок и инструктаж
- Guitarra Rock (1993)
- Os Melhores Solos e Riffs do Angra (2003)
- Tecnica e Versatilidade (2003)
- Guitarra Tecnica Para Iniciantes (2009)
- Rock Fusion Brasileiro (2009)
- Creative Fusion (2010)

### Ангра
- Достигане на хоризонти (първоначално издаден през 1992 г., преиздаден през 1997 г.)
- Ангелите плачат (JVC Япония, 1993)
- Злобно предупреждение EP (1994)
- Свята земя (Гравадора Елдорадо, 1996)
  - Make Believe Part 1 сингъл (1996)
  - Make Believe Part 2 сингъл (1997)
  - Make Believe Part 3 сингъл (1997)
  - Make Believe Part 4 сингъл (1997)
- Зов на свободата EP (1996)
- Свят живот EP (1997)
- Фойерверки (SPV GmbH / Century Media Records, 1998)
  - Лисабон сингъл (1998)
  - Дъждовни нощи сингъл (1998)
- Прераждане (SPV GmbH / Steamhammer, 2001)
  - Киселинен дъжд Single (2001)
- Ловци и плячка EP (SPV GmbH / Steamhammer, 2002)
- Прераждане – световно турне – На живо в Сао Пауло на живо албум и видео (BMG / Victor Entertainment, записано през 2001 г. и издадено през 2003 г.)
- Храмът на сенките (SPV GmbH / Steamhammer, 2004)
  - Кладенец на желанията Single (2004)
- Aurora Consurgens (SPV GmbH / Steamhammer, 2006)
  - Курсът на природата сингъл (2006)
- Aqua (SPV GmbH / Steamhammer, 2010)
- Ангелите плачат – турне по случай 20-годишнината (JVC / Victor Entertainment, Substantial Music, SPV / Steamhammer, 2013)
- Тайна градина (JVC, Universal Music, Edel Music, 2014)
- Ømni (2018) – китарно соло на „War Horns“ като гост

### Tribuzy
- Execution (2005 г.)
- Execution – Live Reunion (2007)

### Таря
- Моята зимна буря (2007)
- The Seer (EP) (2008)

### Neural Code
- Невронен код (2009)

### Paco Ventura Black Moon
- Арабестия (2015)

### Мегадет
- Дистопия (2016)